# Homosexuelle Aktion Westberlin
Homosexuelle Aktion Westberlin, HAW («Гомосексуальная Акция Западный Берлин») — первая организация второй волны немецкого ЛГБТ-движения, основанная в 1971 году в Западном Берлине и действовавшая до 1999 года.

## Основание
HAW была основана 15 августа 1971 года (официально зарегистрирована как некоммерческая организация лишь 2 июня 1976 года) группой около 40 социалистически ориентированных студентов (большей частью мужчин) после премьеры на XXI Берлинском кинофестивале фильма Розы фон Праунхайма «Не гомосексуал извращён, а среда, в которой он живёт». Многие из них были членами Социалистической единой партии Западного Берлина (аффилированной с Германская коммунистической партией), троцкистской группы «Международные марксисты» или маоистской коммунистической партии KPD-AO.

## Цели и деятельность организации
Главной своей задачей HAW считали борьбу за полную отмену 175 параграфа в контексте всеобщей борьбы за преодоление патриархата и капитализма. 1 мая 1972 года члены HAW участвовали в Первомайской демонстрации.
Члены HAW активно устраивали демонстрации в поддержку своих идей. В 1973—1975 годы членами HAW устраивались ежегодные июньские встречи, на которые приглашались ЛГБТ-группы из других городов Германии для обмена опытом и идеями. Весной 1972 года внутри HAW выделилась автонимная женская группа, которая организовывала ежегодные лесбийские весенние встречи.

## Раскол
В 1973 году в организации наблюдается раскол между левонастроенными членами и феминистским крылом, вызванный конфликтом интересов.
Представители марксистской идеологии объясняли причину общественного негативизма по отношению к гомосексуалам пережитками докапиталистической системы, недостойным современного общества. По их мнению, социальная интеграция гомосексуалов в общество была возможна в любой момент, поэтому наиважнейшей задачей на данный момент являлось развитие внутри рабочего движения активной солидарности к сексуальным меньшинствам, а также укрепление у гомосексуалов самосознания о их положении в качестве эсплутируемой рабочей силы.
В отличие от них, феминистская фракция отказывалась от политики меньшинств, которая означала бы признание гетеросексуальности господствующим большинством. Такая позиция, по их мнению, способствует гетеронормативному распределению половых ролей в обществе, гетеросексизму и латентной гомосексуальности среди мужчин. С этих позиций феминисты требовали развития автономного ЛГБТ-движения, которое не шло бы на поводу у гетеросексуального общества, а отстаивало бы свои собственные позиции.
В знак протеста против радикально настроенного руководства HAW многие его члены в конце 1970-х покинули организацию и вступили в недавно образованную группу AHA-Berlin.

## Ликвидация
Во многом по причине внутренних противоречий с середины 1977 года наблюдается упадок влияния HAW. Кроме того, в начале 1990-х годов увеличивается влиятельность «Союза геев Германии».
До середины 1990-х годов HAW деятельность HAW сосредотачивается практически лишь на работе организованного его членами гей-центра SchwuZ.
По причине финансовых проблем и риска банкротства 25 августа 1999 года Homosexuelle Aktion Westberlin прекращает своё существование.